# Liste der Mitglieder des Senats im 10. Kongress der Vereinigten Staaten
Die Senatoren im 10. Kongress der Vereinigten Staaten wurden zu einem Drittel 1806 und 1807 neu gewählt. Vor der Verabschiedung des 17. Zusatzartikels 1913 wurde der Senat nicht direkt gewählt, sondern die Senatoren wurden von den Parlamenten der Bundesstaaten bestimmt. Jeder Staat wählt zwei Senatoren, die unterschiedlichen Klassen angehören. Die Amtszeit beträgt sechs Jahre, alle zwei Jahre wird für die Sitze einer der drei Klassen gewählt. Zwei Drittel des Senats bestehen daher aus Senatoren, deren Amtszeit noch andauert.
Die Amtszeit des 10. Kongresses ging vom 4. März 1807 bis zum 3. März 1809, seine erste Tagungsperiode fand vom 26. Oktober 1807 bis zum 25. April 1808 in Washington, D.C. statt, die zweite Periode vom 7. November 1808 bis zum 3. März 1809.

## Zusammensetzung und Veränderungen
Im 9. Kongress saßen am Ende seiner Amtszeit 26 Republikaner (heute meist Demokratisch-Republikanische Partei genannt) und sieben Föderalisten, ein Sitz war bis zur Wahl vakant. Die Republikaner konnten bei der Wahl den vakanten sowie einen bisher von den Föderalisten gehaltenen Sitz hinzugewinnen. Damit lag die Mehrheit der Republikaner bei 28 gegen sechs Föderalisten. Zwei Todesfälle und mehrere Rücktritte änderten das Verhältnis nicht, da jeweils Politiker der gleichen Partei ernannt bzw. nachgewählt wurden.

## Spezielle Funktionen
Nach der Verfassung der Vereinigten Staaten ist der Vizepräsident der Vorsitzende des Senats, ohne ihm selbst anzugehören. Bei Stimmengleichheit gibt seine Stimme den Ausschlag. Während des 10. Kongresses war George Clinton Vizepräsident. Im Gegensatz zur heutigen Praxis leitete der Vizepräsident bis ins späte 19. Jahrhundert tatsächlich die Senatssitzungen. Ein Senator wurde zum Präsidenten pro tempore gewählt, der bei Abwesenheit des Vizepräsidenten den Vorsitz übernahm. Vom 4. März bis zum 1. Dezember 1805 war weiter der vom 9. Kongress gewählte Samuel Smith Präsident pro tempore, erneut versah er das Amt vom 16. April bis zum 6. November 1808. Vom 28. Dezember 1808 bis zum 8. Januar 1809 war Stephen R. Bradley Präsident pro tempore, vom 30. Januar bis zum Ende des Kongresses am 3. März 1807 John Milledge, der dies im 11. Kongress bis zum 21. Mai 1809 blieb.

## Liste der Senatoren
Unter Partei ist vermerkt, ob ein Senator der Föderalistischen Partei oder der Republikanischen Partei zugerechnet wird, unter Staat sind die Listen der Senatoren des jeweiligen Staats verlinkt. Die reguläre Amtszeit richtet sich nach der Senatsklasse: Senatoren der Klasse I waren bis zum 3. März 1809 gewählt, die der Klasse II bis zum 3. März 1811 und die der Klasse III bis zum 3. März 1813. Das Datum gibt an, wann der entsprechende Senator in den Senat aufgenommen wurde, eventuelle frühere Amtszeiten nicht berücksichtigt. Unter Sen. steht die fortlaufende Nummer der Senatoren in chronologischer Ordnung, je niedriger diese ist, umso größer ist in der Regel die Seniorität des Senators. Die Tabelle ist mit den Pfeiltasten sortierbar.
| Senator                 | Partei       | Staat          | Klasse | Datum         | Sen. | Anmerkung                                          |
| ----------------------- | ------------ | -------------- | ------ | ------------- | ---- | -------------------------------------------------- |
| James Hillhouse         | Föderalist   | Connecticut    | I      | 18. Mai 1796  | 59   |                                                    |
| Uriah Tracy             | Föderalist   | Connecticut    | III    | 13. Okt. 1796 | 64   | starb am 19. Juli 1807                             |
| Chauncey Goodrich       | Föderalist   | Connecticut    | III    | 25. Okt. 1807 | 142  | gewählt als Nachfolger für Tracy                   |
| Samuel White            | Föderalist   | Delaware       | I      | 28. Feb. 1801 | 95   |                                                    |
| James A. Bayard         | Föderalist   | Delaware       | II     | 13. Nov. 1804 | 124  |                                                    |
| Abraham Baldwin         | Republikaner | Georgia        | II     | 4. März 1799  | 83   | starb am 4. März 1807                              |
| George Jones            | Republikaner | Georgia        | II     | 27. Aug. 1807 | 140  | ernannt als Nachfolger für Baldwin                 |
| William Harris Crawford | Republikaner | Georgia        | II     | 7. Nov. 1807  | 143  | gewählt als Nachfolger für Baldwin                 |
| John Milledge           | Republikaner | Georgia        | III    | 19. Juni 1806 | 132  | Präsident pro tempore                              |
| Buckner Thruston        | Republikaner | Kentucky       | II     | 4. März 1805  | 129  |                                                    |
| John Pope               | Republikaner | Kentucky       | III    | 4. März 1807  | 138  |                                                    |
| Samuel Smith            | Republikaner | Maryland       | I      | 4. März 1803  | 114  | Präsident pro tempore                              |
| Philip Reed             | Republikaner | Maryland       | III    | 25. Nov. 1806 | 133  |                                                    |
| John Quincy Adams       | Föderalist   | Massachusetts  | I      | 4. März 1803  | 108  | trat am 8. Juni 1808 zurück                        |
| James Lloyd             | Föderalist   | Massachusetts  | I      | 9. Juni 1808  | 144  | gewählt als Nachfolger für Adams                   |
| Timothy Pickering       | Föderalist   | Massachusetts  | II     | 4. März 1803  | 111  |                                                    |
| Nicholas Gilman         | Republikaner | New Hampshire  | II     | 4. März 1805  | 127  |                                                    |
| Nahum Parker            | Republikaner | New Hampshire  | III    | 4. März 1807  | 137  |                                                    |
| John Condit             | Republikaner | New Jersey     | I      | 1. Sep. 1803  | 117  |                                                    |
| Aaron Kitchell          | Republikaner | New Jersey     | II     | 4. März 1805  | 128  |                                                    |
| Samuel Latham Mitchill  | Republikaner | New York       | I      | 9. Nov. 1804  | 123  |                                                    |
| John Smith              | Republikaner | New York       | III    | 23. Feb. 1804 | 119a |                                                    |
| James Turner            | Republikaner | North Carolina | II     | 22. Dez. 1805 | 130  |                                                    |
| Jesse Franklin          | Republikaner | North Carolina | III    | 4. März 1807  | 86   | früher im 6. bis 8. Kongress                       |
| John Smith              | Republikaner | Ohio           | I      | 1. Apr. 1803  | 115  | trat am 25. April 1808 zurück                      |
| Return Meigs            | Republikaner | Ohio           | I      | 12. Dez. 1808 | 145  | gewählt als Nachfolger für Smith                   |
| Edward Tiffin           | Republikaner | Ohio           | III    | 4. März 1807  | 139  |                                                    |
| Samuel Maclay           | Republikaner | Pennsylvania   | I      | 4. März 1803  | 110  | trat am 4. Januar 1809 zurück                      |
| Michael Leib            | Republikaner | Pennsylvania   | I      | 9. Jan. 1809  | 146  | gewählt als Nachfolger für Macalay                 |
| Andrew Gregg            | Republikaner | Pennsylvania   | III    | 4. März 1807  | 135  |                                                    |
| Benjamin Howland        | Republikaner | Rhode Island   | I      | 29. Okt. 1804 | 122  |                                                    |
| James Fenner            | Republikaner | Rhode Island   | II     | 4. März 1805  | 126  | trat im September 1807 zurück                      |
| Elisha Mathewson        | Republikaner | Rhode Island   | II     | 26. Okt. 1807 | 136b | gewählt als Nachfolger für Fenner                  |
| Thomas Sumter           | Republikaner | South Carolina | II     | 15. Dez. 1801 | 105  |                                                    |
| John Gaillard           | Republikaner | South Carolina | III    | 6. Dez. 1804  | 125  |                                                    |
| Joseph Anderson         | Republikaner | Tennessee      | I      | 26. Sep. 1797 | 70   |                                                    |
| Daniel Smith            | Republikaner | Tennessee      | II     | 4. März 1805  | 79   | früher im 5. Kongress                              |
| Israel Smith            | Republikaner | Vermont        | I      | 4. März 1803  | 113  | trat am 1. Oktober 1807 zurück                     |
| Jonathan Robinson       | Republikaner | Vermont        | I      | 10. Okt. 1807 | 141  | gewählt als Nachfolger für Smith                   |
| Stephen R. Bradley      | Republikaner | Vermont        | III    | 15. Okt. 1801 | 30   | Präsident pro tempore früher im 2. bis 4. Kongress |
| Andrew Moore            | Republikaner | Virginia       | I      | 11. Aug. 1804 | 121  |                                                    |
| William Branch Giles    | Republikaner | Virginia       | II     | 11. Aug. 1804 | 120  |                                                    |

- Republikaner bezeichnet Angehörige der heute meist als Demokratisch-Republikanische Partei oder Jeffersonian Republicans bezeichneten Partei.
- a) Smith trat sein Amt anderen Quellen nach erst am 23. Februar an.[5]
- b) Mathewson wird in der Liste des Senats mit Amtsantritt 4. März geführt, was anderen Quellen nach falsch ist.[6]